# Queudes
Queudes é uma comuna francesa na região administrativa do Grande Leste, no departamento de Marne. Estende-se por uma área de 10.06 km², e possui 95 habitantes, segundo o censo de 2018, com uma densidade de 9.4 hab/km².